# 西藏点地梅
西藏点地梅（学名：Androsace mariae）为报春花科点地梅属下的一个种。

## 扩展阅读
- 維基物種上的相關：西藏点地梅